# Перелік птахоподібних істот

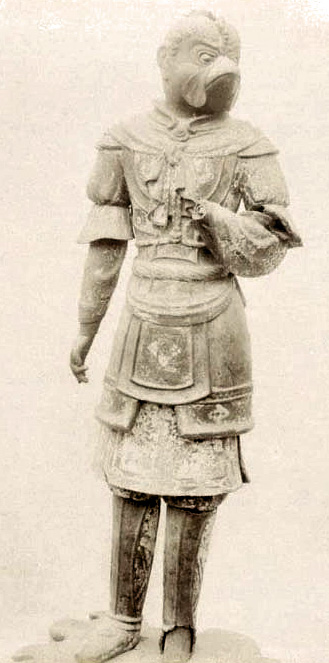
Карур (Ґаруда), 19 ст., Японія

Це перелік міфологічних істот, схожих на птахів повністю або частково. В основному це персонажі міфів та фантастики.

## Міфологія
- Янголи в усіх Авраамічних релігіях, переважно в художньому зображенні.
- Алконост, Гамаюн та Сирин із слов'янської міфології.
- Василіск — міфічна тварина, яка мала голову півня, хвіст змії (дракона) та тулуб жаби.
- Віцилопочтлі — верховний бог в міфології ацтеків.
- Гор і Тот — давньоєгипетські птахоподібні боги[1] з головами сокола та ібіса,[2].
- Ґаруда — міфічна істота в індуїстській та буддистській міфології.[3][4][5]
- Жар-птиця — казковий птах слов'янської міфології.
- Синій птах
- Сирени та Гарпії — істоти давньогрецької міфології у вигляді напівжінок-напівптахів[6].
- Стімфалійські птахи — міфічні людоїдні птахи. Їх знищення було третім (або шостим) подвигом Геракла.
- Херувим — тип янголів у юдаїзмі та християнстві.
- Крилаті боги Анзуд (Анзу), Сиріс[en], Ламассу[en] з Месопотамської міфології[en].
- Екек[en] в Філіппінській міфології[en], зображується як людина з крилами птаха і дзьобом.
- Кіннари — напівбожественні істоти в індуїзмі[7].
- Лейгонг[en] — китайський бог грому, часто зображений як людина-птах[8]
- Ніка та Ерос крилаті боги давньогрецької міфології.
- Валькірія — істота, схожа на ворона у скандинавській міфології.
- Фаравахар в зороастризмі.

## Поп-культура
- Чокобо

## Фікшн
- Крилаті люди в утопічній фантазії Роберта Палтока[en] Життя і пригоди Пітера Вілкінса (1750), включаючи Юваркі, з якою Пітер одружився.[9]
- Флок із серії романів Джеймса Паттерсона Максимальна їзда[en].
- Птахо-люди в Бронтіталлі на чолі з Мудрим Старим Птахом[en] в серії романів Путівник Галактикою британського письменника Дугласа Адамса.
- В серії романів Джоан Роулінг про Гаррі Поттера описана раса магічних істот Війл, зображених як надзвичайно красиві жінки, але коли вони розгнівані, перетворюються на страшних істот-птахів.